# Stanisław Ulanowski
Stanisław Ulanowski (ps. „Bolesław” „Bolek”) (ur. 31 marca 1904 w Porąbce k. Dąbrowy, zm. 22 sierpnia 1944 w Gross-Rosen) – działacz ruchu robotniczego, uczestnik wojny domowej w Hiszpanii.
Pracował jako robotnik na KWK „Kazimierz”, następnie w 1929 wyjechał do Francji. Tam wstąpił do Francuskiej Partii Komunistycznej. Odbył trzyletnie szkolenie partyjne w ZSRR. Brał udział jako ochotnik w wojnie domowej w Hiszpanii. Był w grupie 36-ciu pierwszych ochotników którzy 8 września 1936 utworzyli kompanię ciężkich karabinów. Po sformowaniu batalionu im. Jarosława Dąbrowskiego w dniu 24 października 1936 roku został jego pierwszym dowódcą, a następnie był adiutantem tego batalionu po objęciu dowództwa przez Józefa Strzelczyka. W czasie walk w Hiszpanii był dwukrotnie ranny.
W latach II wojny światowej uczestniczył we francuskim, komunistycznym ruchu oporu. Aresztowany w trakcie próby przedostania się do Polski, został osadzony w obozie Gross-Rosen gdzie zmarł.